# Kim Trại
Kim Trại (chữ Hán giản thể: 金寨县, Hán Việt: Kim Trại huyện) là một huyện thuộc địa cấp thị Lục An, tỉnh An Huy, Cộng hòa Nhân dân Trung Hoa. Quận này có diện tích 3667km2, dân số 640.000 người. Mã số bưu chính của Kim Trại là 237300.
Kim Trại được mệnh danh là cái nôi của tướng quân với tổng cộng 59 vị. Huyện Kim Trại được thành lập năm 1932 với tên ban đầu là huyện Lập Hoàng theo tên của tướng lĩnh Quốc dân đảng Vệ Lập Hoàng. Tháng 9 năm 1947 đại quân của Lưu Đặng đánh chiếm thành Kim Gia Trại của huyện và đổi tên là huyện Kim Trại. Về mặt hành chính, quận này được chia thành 9 trấn, 10 hương. Huyện lỵ đóng tại trấn Mai Sơn.
- Trấn: Mai Sơn, Thanh Sơn, Giang Điếm, Cổ Bi, Nam Khê, Yến Tử Hà, Hưởng Hồng Miếu, Ban Trúc Viên, Thang Gia Hối.
- Hương: Song Hà, Quan Miếu, Hồng Xung, Thiết Xung, Toàn Quân, Trương Phán, Sa Hà, Trương Xung, Trường Lĩnh, Đào Lĩnh, Hoa Thạch.

## Climate
| Dữ liệu khí hậu của Kim Trại, elevation 95 m (312 ft), (1991–2020 normals, extremes 1981–2010) | Dữ liệu khí hậu của Kim Trại, elevation 95 m (312 ft), (1991–2020 normals, extremes 1981–2010) | Dữ liệu khí hậu của Kim Trại, elevation 95 m (312 ft), (1991–2020 normals, extremes 1981–2010) | Dữ liệu khí hậu của Kim Trại, elevation 95 m (312 ft), (1991–2020 normals, extremes 1981–2010) | Dữ liệu khí hậu của Kim Trại, elevation 95 m (312 ft), (1991–2020 normals, extremes 1981–2010) | Dữ liệu khí hậu của Kim Trại, elevation 95 m (312 ft), (1991–2020 normals, extremes 1981–2010) | Dữ liệu khí hậu của Kim Trại, elevation 95 m (312 ft), (1991–2020 normals, extremes 1981–2010) | Dữ liệu khí hậu của Kim Trại, elevation 95 m (312 ft), (1991–2020 normals, extremes 1981–2010) | Dữ liệu khí hậu của Kim Trại, elevation 95 m (312 ft), (1991–2020 normals, extremes 1981–2010) | Dữ liệu khí hậu của Kim Trại, elevation 95 m (312 ft), (1991–2020 normals, extremes 1981–2010) | Dữ liệu khí hậu của Kim Trại, elevation 95 m (312 ft), (1991–2020 normals, extremes 1981–2010) | Dữ liệu khí hậu của Kim Trại, elevation 95 m (312 ft), (1991–2020 normals, extremes 1981–2010) | Dữ liệu khí hậu của Kim Trại, elevation 95 m (312 ft), (1991–2020 normals, extremes 1981–2010) | Dữ liệu khí hậu của Kim Trại, elevation 95 m (312 ft), (1991–2020 normals, extremes 1981–2010) |
| Tháng                                                                                          | 1                                                                                              | 2                                                                                              | 3                                                                                              | 4                                                                                              | 5                                                                                              | 6                                                                                              | 7                                                                                              | 8                                                                                              | 9                                                                                              | 10                                                                                             | 11                                                                                             | 12                                                                                             | Năm                                                                                            |
| ---------------------------------------------------------------------------------------------- | ---------------------------------------------------------------------------------------------- | ---------------------------------------------------------------------------------------------- | ---------------------------------------------------------------------------------------------- | ---------------------------------------------------------------------------------------------- | ---------------------------------------------------------------------------------------------- | ---------------------------------------------------------------------------------------------- | ---------------------------------------------------------------------------------------------- | ---------------------------------------------------------------------------------------------- | ---------------------------------------------------------------------------------------------- | ---------------------------------------------------------------------------------------------- | ---------------------------------------------------------------------------------------------- | ---------------------------------------------------------------------------------------------- | ---------------------------------------------------------------------------------------------- |
| Cao kỉ lục °C (°F)                                                                             | 22.8 (73.0)                                                                                    | 28.9 (84.0)                                                                                    | 33.8 (92.8)                                                                                    | 34.8 (94.6)                                                                                    | 37.0 (98.6)                                                                                    | 38.8 (101.8)                                                                                   | 41.6 (106.9)                                                                                   | 40.1 (104.2)                                                                                   | 38.3 (100.9)                                                                                   | 34.9 (94.8)                                                                                    | 30.2 (86.4)                                                                                    | 25.1 (77.2)                                                                                    | 41.6 (106.9)                                                                                   |
| Trung bình ngày tối đa °C (°F)                                                                 | 7.8 (46.0)                                                                                     | 10.7 (51.3)                                                                                    | 16.2 (61.2)                                                                                    | 22.7 (72.9)                                                                                    | 27.1 (80.8)                                                                                    | 30.0 (86.0)                                                                                    | 32.6 (90.7)                                                                                    | 31.4 (88.5)                                                                                    | 27.5 (81.5)                                                                                    | 22.5 (72.5)                                                                                    | 16.5 (61.7)                                                                                    | 10.4 (50.7)                                                                                    | 21.3 (70.3)                                                                                    |
| Trung bình ngày °C (°F)                                                                        | 3.3 (37.9)                                                                                     | 5.8 (42.4)                                                                                     | 10.7 (51.3)                                                                                    | 16.8 (62.2)                                                                                    | 21.6 (70.9)                                                                                    | 25.1 (77.2)                                                                                    | 28.0 (82.4)                                                                                    | 26.9 (80.4)                                                                                    | 22.5 (72.5)                                                                                    | 17.1 (62.8)                                                                                    | 11.2 (52.2)                                                                                    | 5.6 (42.1)                                                                                     | 16.2 (61.2)                                                                                    |
| Tối thiểu trung bình ngày °C (°F)                                                              | 0.4 (32.7)                                                                                     | 2.4 (36.3)                                                                                     | 6.7 (44.1)                                                                                     | 12.3 (54.1)                                                                                    | 17.4 (63.3)                                                                                    | 21.3 (70.3)                                                                                    | 24.6 (76.3)                                                                                    | 23.8 (74.8)                                                                                    | 19.3 (66.7)                                                                                    | 13.6 (56.5)                                                                                    | 7.7 (45.9)                                                                                     | 2.4 (36.3)                                                                                     | 12.7 (54.8)                                                                                    |
| Thấp kỉ lục °C (°F)                                                                            | −9.3 (15.3)                                                                                    | −9.1 (15.6)                                                                                    | −3.0 (26.6)                                                                                    | 0.0 (32.0)                                                                                     | 7.4 (45.3)                                                                                     | 11.4 (52.5)                                                                                    | 17.8 (64.0)                                                                                    | 15.6 (60.1)                                                                                    | 10.8 (51.4)                                                                                    | 2.4 (36.3)                                                                                     | −5.0 (23.0)                                                                                    | −8.6 (16.5)                                                                                    | −9.3 (15.3)                                                                                    |
| Lượng Giáng thủy trung bình mm (inches)                                                        | 56.7 (2.23)                                                                                    | 62.7 (2.47)                                                                                    | 98.5 (3.88)                                                                                    | 103.8 (4.09)                                                                                   | 126.5 (4.98)                                                                                   | 205.4 (8.09)                                                                                   | 256.6 (10.10)                                                                                  | 216.7 (8.53)                                                                                   | 104.4 (4.11)                                                                                   | 76.9 (3.03)                                                                                    | 63.3 (2.49)                                                                                    | 36.7 (1.44)                                                                                    | 1.408,2 (55.44)                                                                                |
| Số ngày giáng thủy trung bình (≥ 0.1 mm)                                                       | 9.4                                                                                            | 10.2                                                                                           | 11.7                                                                                           | 10.9                                                                                           | 12.4                                                                                           | 12.2                                                                                           | 14.2                                                                                           | 14.7                                                                                           | 10.7                                                                                           | 9.7                                                                                            | 8.9                                                                                            | 7.8                                                                                            | 132.8                                                                                          |
| Số ngày tuyết rơi trung bình                                                                   | 5.3                                                                                            | 3.3                                                                                            | 1.3                                                                                            | 0.1                                                                                            | 0                                                                                              | 0                                                                                              | 0                                                                                              | 0                                                                                              | 0                                                                                              | 0                                                                                              | 0.5                                                                                            | 2.0                                                                                            | 12.5                                                                                           |
| Độ ẩm tương đối trung bình (%)                                                                 | 72                                                                                             | 73                                                                                             | 69                                                                                             | 68                                                                                             | 72                                                                                             | 77                                                                                             | 78                                                                                             | 81                                                                                             | 79                                                                                             | 76                                                                                             | 73                                                                                             | 70                                                                                             | 74                                                                                             |
| Số giờ nắng trung bình tháng                                                                   | 121.0                                                                                          | 117.6                                                                                          | 149.9                                                                                          | 179.7                                                                                          | 186.0                                                                                          | 172.2                                                                                          | 193.7                                                                                          | 179.0                                                                                          | 156.6                                                                                          | 156.7                                                                                          | 144.2                                                                                          | 135.2                                                                                          | 1.891,8                                                                                        |
| Phần trăm nắng có thể                                                                          | 38                                                                                             | 37                                                                                             | 40                                                                                             | 46                                                                                             | 44                                                                                             | 41                                                                                             | 45                                                                                             | 44                                                                                             | 43                                                                                             | 45                                                                                             | 46                                                                                             | 43                                                                                             | 43                                                                                             |
| Nguồn: China Meteorological Administration                                                     |                                                                                                |                                                                                                |                                                                                                |                                                                                                |                                                                                                |                                                                                                |                                                                                                |                                                                                                |                                                                                                |                                                                                                |                                                                                                |                                                                                                |                                                                                                |